# Горн (футбольний клуб)
«Горн» (нім. Sportverein Horn) — австрійський футбольний клуб із однойменного міста, заснований 1922 року.